# Líneas Delta Argentino
La empresa Líneas Delta Argentino S.R.L. es una empresa de transporte con más de 70 años de historia, posee una flota de 15 embarcaciones lanchas colectivas que realizan distintos recorridos dentro del delta del Paraná, pre delta de Entre Ríos y hace unos 32 años realiza el Servicio Fluvial Internacional uniendo las ciudad de Tigre, Argentina, Buenos Aires y Nueva Palmira , República Oriental del Uruguay, Colonia del Sacramento  y desde el año 2019 también el Puerto de Tigre con La Ciudad de Carmelo perteneciente también a Colonia.
Es muy importante el papel que desarrolla esta empresa para la promoción de población en la zona de islas del Delta, así como también la promoción al turismo que desarrolla en las zonas cubiertas por sus recorridos, siendo su principal objetivo el desarrollo de la compañía el sector del turismo de la industria fluvial, utilizando a futuro todas las tecnologías existentes teniendo un resposablidad con el medio ambiente, población nativa y turistas .
La empresa forma parte de un conjunto de 5 empresas de transporte que poseen Lanchas colectivas existentes, las otras son 
La Interisleña, Jilguero, Empresa El León  SRL,  Pfluger S.R.L .

## Estación fluvial de pasajeros "Domingo Faustino Sarmiento  y Estación Fluvial Internacional"
La empresa tiene su terminal en la Estación fluvial de pasajeros "Domingo Faustino Sarmiento" ubicada en la Ciudad de Tigre, estando ubicada en una zona muy turística con muchos centros de esparcimiento.